# 田野录音

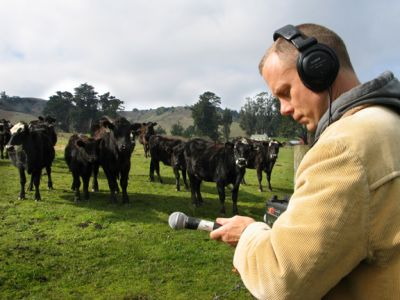
Matmos乐团的M. C. Schmidt正在为他们2006年的专辑作母牛声音的采样

田野录音（英語：field recording）或“现场录音”指的是录音室之外的录音创作，它同时适用于自然声或人造声的录音，也囊括了通过各种不同的录音设备的录音方式，包括无源电磁天线和接触式麦克风等。对于水下的田野录音，录音师使用“水下聽音器”来捕捉鲸鱼等生物的运动，这类录音对声音设计工作者来说非常有用。
记录自然声的田野录音也被称为“phonography”，这个术语表示了它与“摄影术”（photography）的相似性。最初它是为影视现场录音或电影拟音（foley）而存在的辅助性工作，后来随着便携式高质量录音设备的问世，使得phonography本身也能成为一种精彩传神的艺术载体。
田野录音也指那些在随意、日常的空间中记录音乐家表演瞬间的简单单声道或立体声录音作品。比如约翰·洛马克斯（John Lomax）、Nonsuch唱片和Vanguards唱片开创的民族音乐学录音行动。